# Josip Drašković
Grof Josip Drašković, (tudi Josip Kazimir Drašković), hrvaški plemič in avstrijski general, * 4. marec 1714 (ali 1716), † 8. november 1765.
Leta 1763 je postal guverner Transilvanije.